# Groupe du Laocoon
Pour les articles homonymes, voir Laocoon (homonymie).
Le groupe du Laocoon (pr. : \la.o.ko.ɔ̃\) est une copie romaine en marbre d'une sculpture grecque antique en bronze représentant le prêtre troyen Laocoon et ses deux fils attaqués par des serpents. La statue pourrait dater de 40 av. J.-C.
Elle est conservée au musée Pio-Clementino, au Vatican, dans la collection Vaticane, Belvédère, no 74. Elle est en marbre à grain fin. Contrairement à une opinion répandue, le groupe n'est pas issu d'un seul bloc de marbre, mais de huit blocs. Elle mesure 2,42 m de hauteur et 1,60 m de largeur. La scène est décrite notamment dans l’Odyssée et l’Énéide. C'est l'une des œuvres les plus représentatives de l'art hellénistique. Elle est conçue pour un seul point de vue. 
Elle est attribuée à Agésandros, Polydoros et Athénodoros selon Pline l'Ancien. Il y a plusieurs sujets de désaccord à propos de ce groupe : sur la datation (certains pensant qu’il date du Ier siècle av. J.-C. et d’autres du IIe siècle av. J.-C.), et sur le fait qu'il s'agisse d'un original ou d'une copie.

## Le mythe
Le mythe représente Laocoon, prêtre de Poséidon à Troie, fils de Capys et frère d’Anchise. Il met les Troyens en garde contre le cheval de Troie laissé par les Grecs en déclarant (d'après L'Énéide de Virgile) « Timeo Danaos, et dona ferentes (je crains les Grecs même lorsqu’ils offrent des présents) », et lancera son javelot contre ses flancs : le cheval sonne creux, mais personne ne le remarque. Deux serpents venus de l’île de Ténédos le tuent, ainsi que ses deux fils. Les Troyens attribuent sa mort à un châtiment de Poséidon ou d’Athéna, offensés qu’il ait blessé l’offrande qui leur était destinée. Convaincus du sacrilège, les Troyens feront entrer le cheval dans l’enceinte de la ville.

## Histoire

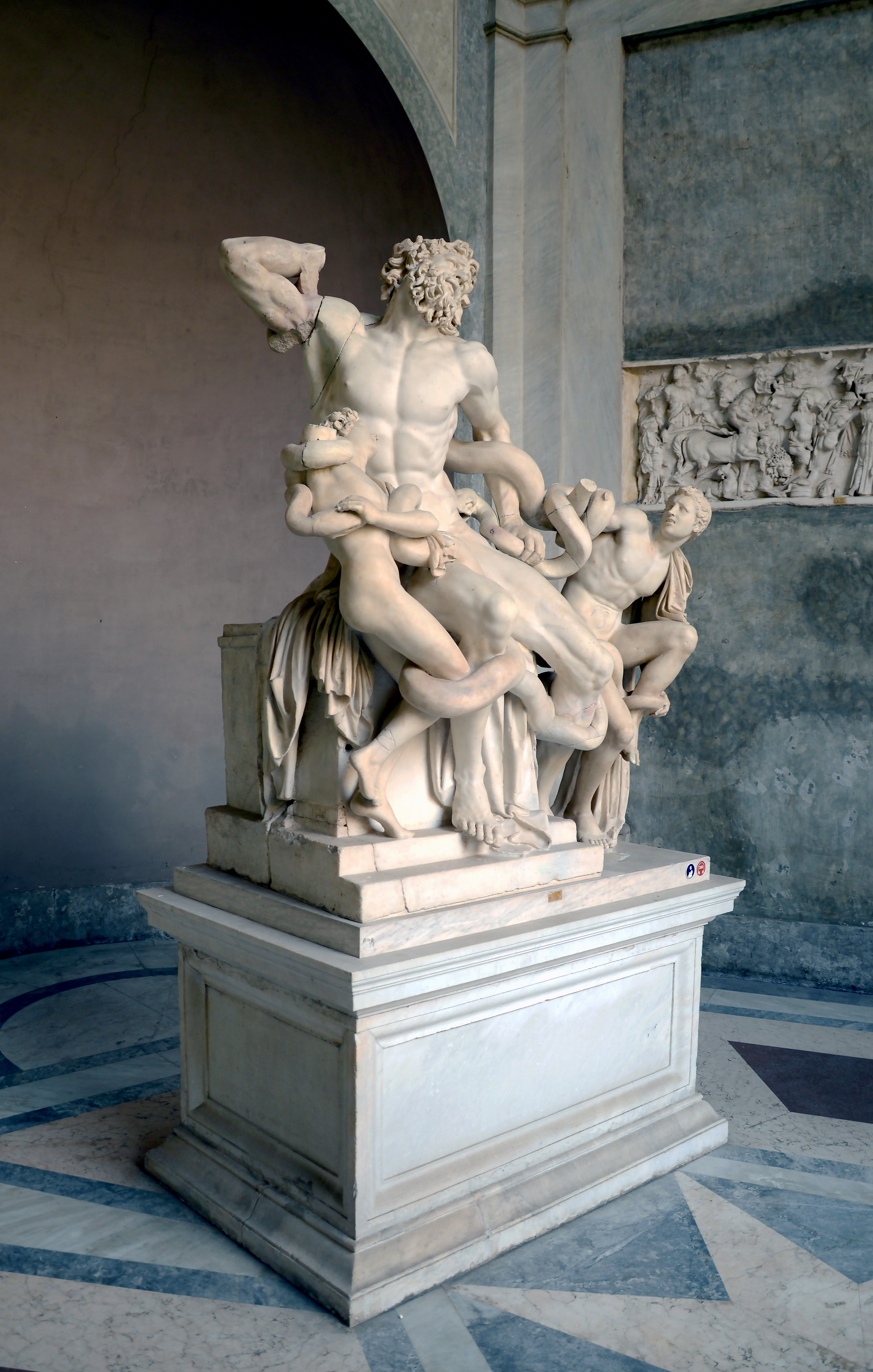
Vue latérale

Le groupe a été découvert à Rome le 14 janvier 1506, à proximité des « Sept Salles » (en fait, les cuves des thermes de Trajan), construites à l'emplacement de l'ancienne Domus aurea de Néron, située sur l'Esquilin, non loin du Colisée. L'œuvre est aussitôt achetée par le pape Jules II, qui la place dans la cour de l'Octogone du palais du Belvédère, au Vatican. Dès sa découverte, l'œuvre a été identifiée par l'architecte Giuliano da Sangallo avec celle dont parle Pline l'Ancien dans son Histoire naturelle :

« (…) le Laocoon qui se trouve dans la demeure de l'empereur Titus, qu'il faut préférer à toute la peinture et toute la sculpture. D'un seul bloc de pierre, les grands artistes Agésandros, Polydoros et Athénodoros de Rhodes réalisèrent Laocoon, ses fils et des nœuds de serpents magnifiques, grâce à l'accord de leur idée. »

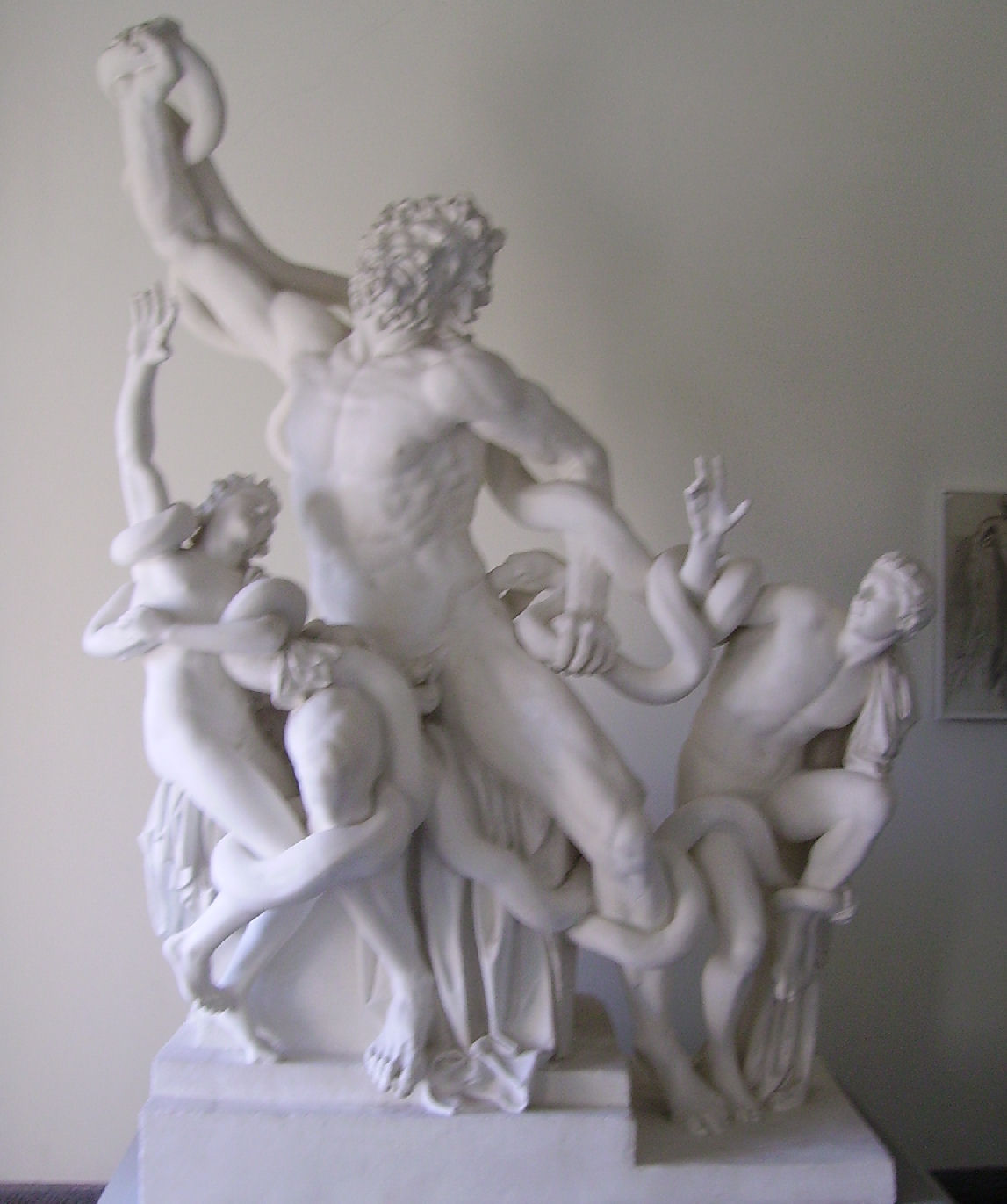
Le groupe avec la reconstitution du bras en diagonale par Montorsoli, copie d'atelier, Mannheim

Cette admiration est largement partagée par les Modernes : en 1515, François Ier de France la demande au pape, en vain. En 1520, le monarque renouvelle sa demande, cette fois d'une copie en bronze. Pour le contenter, Léon X commande au sculpteur florentin Baccio Bandinelli une copie en marbre, qu'il finira par garder pour lui. François Ier obtiendra finalement satisfaction en envoyant, dans les années 1540, Le Primatice à Rome pour prendre des moulages d'œuvres antiques.
Le groupe trouvé à l'époque est incomplet. Dès 1523 Montorsoli, élève de Michel-Ange, complète le groupe : les manques sont comblés, le bras du prêtre s'étirera dans une diagonale qu'admirera Winckelmann (Réflexions sur l'imitation des œuvres grecques en sculpture et en peinture) et nourrira de nombreux textes d'esthétique. En 1798, après le traité de Tolentino, l'œuvre est transférée au Louvre où elle est considérée comme « l'un des plus parfaits ouvrages qu'ait produits le ciseau ». En 1815, le groupe regagne le Vatican.

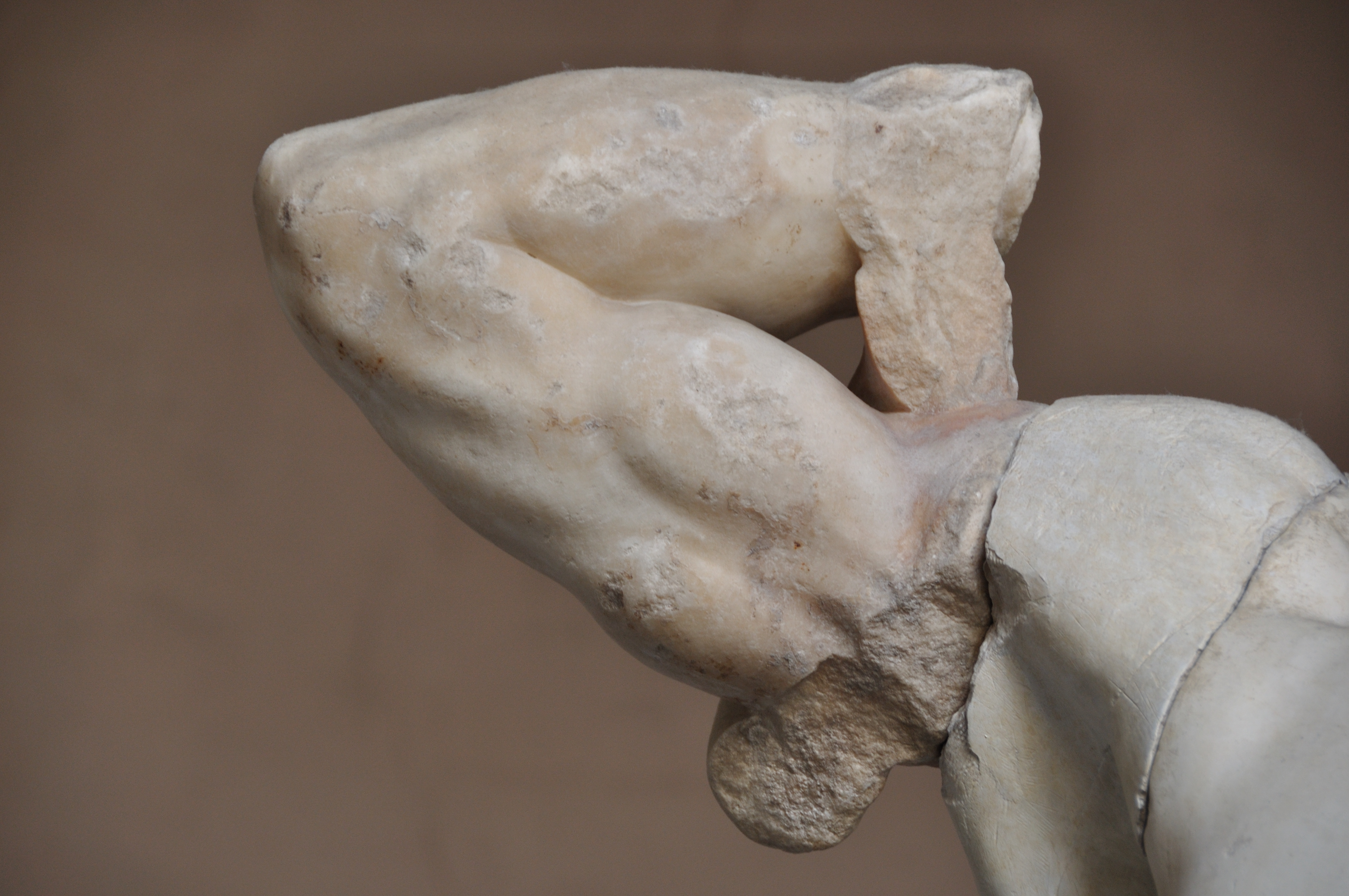
Bras du groupe du Laocoon retrouvé en 1905.

Ce n'est qu'en 1905 que le collectionneur et archéologue Ludwig Pollak (de) retrouve dans la cour d'un tailleur de pierre le bras droit du prêtre, bras plié, qui reprendra sa place lors d'une restauration, en 1957-1960.
Le groupe du Laocoon a fortement inspiré l'histoire de l'art allemande dans la seconde moitié du XVIIIe siècle. Winckelmann — cité ci-dessus —, Lessing, Herder, Goethe, Novalis ou encore Schopenhauer ont chacun commenté la sculpture. Il fut même pour beaucoup le point de départ de leur réflexion esthétique. De nombreux artistes en ont livré leur propre interprétation : ainsi Titien et William Blake, mais aussi Max Ernst. Dans l'album d'Astérix les Lauriers de César (planche 12a, case 3), l'un des esclaves de chez Tifus fait jouer ses muscles en prenant la pose de Laocoon, des cordes figurant ici les serpents.

## Description analytique

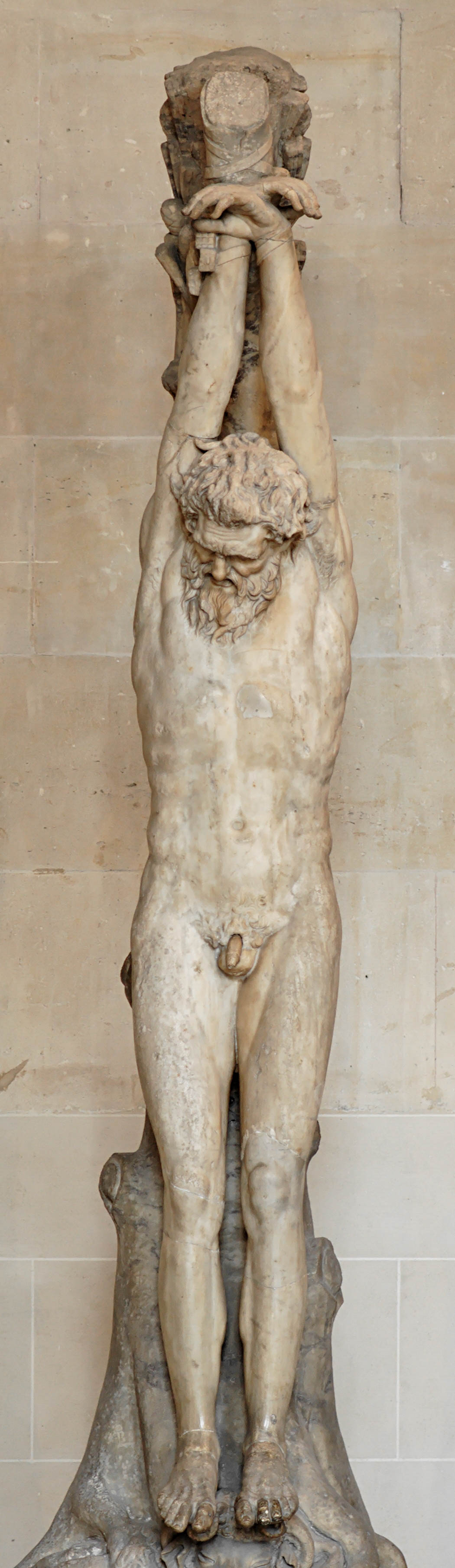
Marsyas au supplice, œuvre romaine Ier-IIe s

Cette œuvre reflète la grande maîtrise technique des trois sculpteurs rhodiens. La recherche du détail, notamment dans l'anatomie et la musculature montre l'héritage grec. La puissance de celle-ci est parfaitement rendue dans l'atmosphère très tendue de la scène. Le goût du pathétique, le "pathos", l'expressionnisme ou le baroque de la sculpture hellénistique, trouvent ici l'un de ses grands représentants. Les trois Rhodiens choisissent de représenter un moment précis du récit de la prise de Troie. Il s'agit d'une scène comme prise sur le vif, où la tension dramatique est traduite sur les visages des personnages, l'expressivité est rendue par des yeux exorbités, désespérés et éperdus. Laocoon, les muscles tendus, tente de se débarrasser du serpent qui l'enserre. Les sculpteurs se sont permis beaucoup de libertés : les trois personnages sont représentés nus, nudité traditionnellement réservée aux dieux, aux héros ou aux athlètes. Laocoôn et ses fils sont tordus, torturés, physiquement et moralement. Les serpents qui s'enroulent autour des personnages impuissants assurent un lien logique qui harmonise la lecture de l’œuvre. Laocoôn et un de ses fils sont acculés à l'autel ce qui accentue la notion de fatalité. C'est un dieu qui a envoyé ces serpents, il n'y a donc pas d'échappatoire possible. Les jambes et les bras des personnages sont emprisonnés. Cependant, les Rhodiens n'ont pas choisi de représenter la mort de Laocoôn, mais le moment précis de sa souffrance et de celle de ses enfants, comme les sculpteurs de Marsyas ont choisi de le représenter attaché à un arbre, attendant son châtiment.
Il s'agit donc bien de la tension immédiate, prise sur le vif et dramatique qui intéresse les artistes du monde hellénistique "pathétique". De plus, on retrouve certains traits des caractéristiques du goût hellénistique. La chevelure abondante, impétueuse aux mèches légèrement bouclées de Laocoôn, rappelle celle des portraits d'Alexandre ou celle du Vieux Centaure en bronze de la Villa d'Hadrien. L'expressivité et les visages torturés traduisent la même force, la même volonté de capter un infime moment, le plus dramatique.
Les connaisseurs eurent beaucoup de difficultés pour dater le groupe du Laocoôn et déterminer s'il dérive d'un original en bronze, mais il appartient sans conteste à la grande sculpture hellénistique. En effet, par la "gigantesque" composition et son déploiement dans l'espace, il rappelle le style qui fut développé sur  les géants qui s'opposent à Athéna sur l'autel de Pergame. La composition frontale du groupe est destinée à n'être contemplée que d'un seul point de vue ce qui relève certainement de son emplacement d'origine, par exemple dans une exèdre et non sur un socle établi dans un espace ouvert.

## Attribution

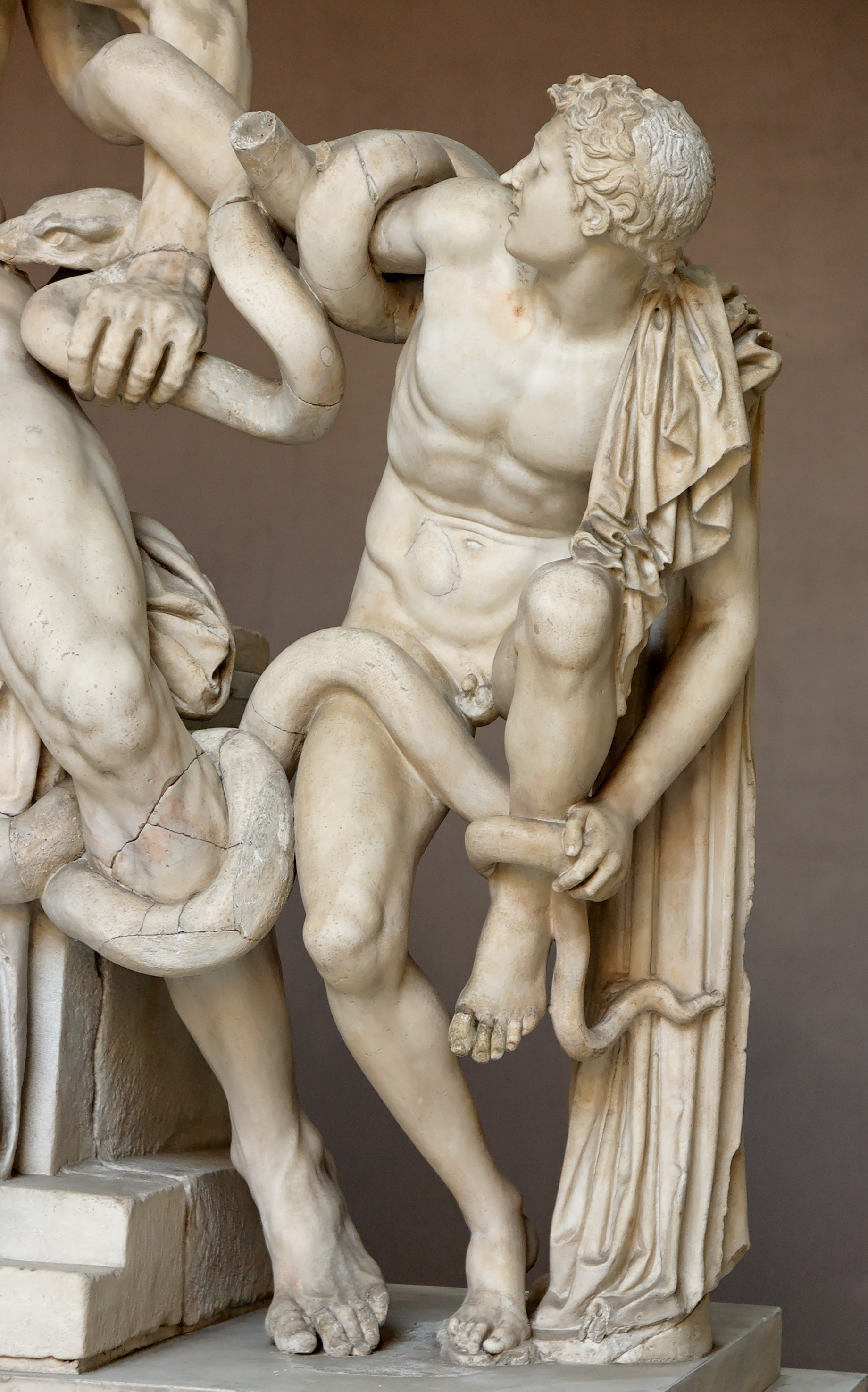
Laocoon, détail

Depuis la Renaissance, on attribue le groupe à Agésandros, Athénodore et Polydore, de qui l'on connaît les quatre groupes monumentaux découverts dans la grotte de Sperlonga de la villa de Tibère, non loin de Rome, en 1957. On n'en connaît pas d'autres versions antiques. On a longtemps cru qu'il s'agissait d'un original de l'époque hellénistique. Cependant, il est apparu que le marbre de l'autel sur lequel est assis Laocoon est un marbre italien datant au moins de la deuxième moitié du Ier siècle : il s'agit donc d'une copie ou d'une adaptation. On sait par ailleurs, grâce au témoignage de Sperlonga, que les trois Rhodiens étaient spécialisés dans la reproduction d'œuvres hellénistiques à thème mythologique. Il est difficile de savoir dans quelle mesure ils pouvaient improviser dans leur travail de copie. Cependant, cette découverte ne revient qu'à déplacer le problème de la datation sur l'original.
La question de la datation n'est pas interne à l'histoire de l'art, mais a également des répercussions sur l'histoire de la littérature. En effet, Virgile est le premier auteur à s'étendre sur cet épisode. Le groupe illustre-t-il l’Énéide ? Au contraire, Virgile s'est-il inspiré du Laocoon ? Virgile représente Laocoon comme une victime innocente : alors qu'il prévient à juste titre les Troyens, il est écarté comme gêneur par les dieux. Dans d'autres traditions, comme celle de Sophocle dans sa tragédie perdue, Laocoon est puni par Apollon pour s'être marié et avoir transgressé son devoir de célibat : il est condamné à voir ses fils déchirés par les serpents. Chez un poète hellénistique, Euphorion, Laocoon est également tué par les serpents. Les sculpteurs grecs étant friands de thèmes tragiques, il semble que ce soit plutôt ce Laocoon-là qui soit représenté dans la pierre.
En 2005, l'historienne d’art américaine  Lynn Catterson, lors d’une communication à l’Académie italienne de l’Université Columbia, attribua l’œuvre à Michel-Ange, connu pour avoir réalisé de nombreux faux antiques. Elle prétendit disposer de nombreuses justifications et notamment d'un dessin de Michel-Ange représentant le torse, détenu par l’Ashmolean Museum.